# Onthophagus mariozuninoi
Onthophagus mariozuninoi é uma espécie de inseto do género Onthophagus da família Scarabaeidae da ordem Coleoptera.

## História
Foi descrita cientificamente pela primeira vez no ano de 1993 por Delgado, Navarrete & Blackaller-Bages.